# Peace of Mind (Michael Monroe)
Peace of Mind è il terzo album di Michael Monroe, uscito nel 1996, per l'etichetta Poko Records.
Contenente originariamente 10 tracce, è stato ristampato, in versione rimasterizzata, nel 1999, con l'aggiunta di 2 bonus tracks, I Wanna Be with You e It's a Lie, poste dopo il brano di chiusura e title track, Peace of Mind, l'unico brano ad essere stato registrato a casa dell'autore, invece che ai Finnvox Studios. Comprese le tracce aggiunte nel 1999, l'album contiene in totale 4 cover di altrettanti brani di The Damned, MC5, Dead Boys ed Eric Carmen.

## Tracce
1. Where's The Fire John? (Michael Monroe, Jude Wilder, Olli Hildén) 4:05
2. Make It Go Away (Michael Monroe, Jude Wilder) 3:01
3. Machine Gun Etiquette (Scabies, Sensible, Vanian, Ward) 1:55 (The Damned Cover)
4. Always Right (Michael Monroe, Jude Wilder) 5:21
5. Relationship Wrecked (Michael Monroe, Jude Wilder) 3:55
6. Loneliness Loves Me More (Michael Monroe, Jude Wilder) 3:55
7. Kick Out The Jams (Davis, Kambes, Smith, Fred, Tomich, Tyner) 2:24 (MC5 Cover)
8. Not Anymore (Bators, Chrome, Zero) 3:38 (Dead Boys Cover)
9. Rent Free (Michael Monroe, Jude Wilder) 2:46
10. Peace Of Mind (Michael Monroe)  2:02

### Tracce aggiunte nel Remaster del 1999
- 11. I Wanna Be With You (Carmen) 3:28 (Eric Carmen Cover)
- 12. It's a Lie (Zero) 3:33

## Formazione
- Michael Monroe - voce, chitarra, basso, sassofono, armonica a bocca
- Olli Hildén - chitarra, cori
- Jimmy Clarke - batteria
- Jude Wilder - cori